# Campeonato de Primera B Nacional 1997-98
El Torneo Primera B Nacional 1997-98 fue la duodécima temporada de la categoría. Fue disputado entre el 21 de agosto de 1997 y el 19 de julio de 1998 por 32 equipos.
Este torneo tuvo pequeñas modificaciones a comparación del anterior, ya que en una primera instancia se dividió el campeonato en tan solo dos grupos, Interior y Metropolitana, para la clasificación a la Zona Campeonato y a la Zona Permanencia, a diferencia de la edición anterior en la cual hubo cuatro grupos en la primera fase. Luego, la Zona Campeonato también se dividió en dos grupos cuando en la temporada pasada la misma fue disputada en un grupo único, mientras que la Zona Permanencia fue disputada con el mismo formato.
Para el torneo se incorporaron Banfield y Huracán Corrientes, descendidos de la Primera División, Defensa y Justicia, campeón de  la Primera B Metropolitana, Almirante Brown de Arrecifes y San Martín de Mendoza, campeones del Torneo Argentino A y San Miguel, ganador del Torneo Reducido de la Primera B Metropolitana.
El campeón fue Talleres de Córdoba al ganarle la final del torneo a su clásico rival, Belgrano, que ascendió más tarde por medio del Torneo Reducido.
Asimismo, el torneo determinó el descenso de Almirante Brown y Deportivo Italiano a la Primera B Metropolitana por medio de la tabla de promedios, y de Chaco For Ever al Torneo Argentino A por medio de un Torneo Reclasificatorio.

## Ascensos y descensos
| Promedio | Descendidos del Primera B Nacional 1996-97 |
| -------- | ------------------------------------------ |
| 8.º      | Gimnasia y Esgrima (CdU)                   |
| 8.º      | Temperley                                  |
| 9.º      | Juventud Antoniana                         |
| 9.º      | Sarmiento de Junín                         |

| Posición        | Ascendidos al Nacional B 1997-98 |
| --------------- | -------------------------------- |
| 1.º (PBM)       | Defensa y Justicia               |
| Gan. Red. (PBM) | San Miguel                       |
| Campeón (TAA)   | Almirante Brown de Arrecifes     |
| Campeón (TAA)   | San Martín de Mendoza            |

| Posición  | Ascendidos a la Primera División 1997-98 |
| --------- | ---------------------------------------- |
| 1.º       | Argentinos Juniors                       |
| Gan. Red. | Gimnasia y Tiro de Salta                 |

| Promedio | Descendidos de la Primera División 1996-97 |
| -------- | ------------------------------------------ |
| 19.º     | Banfield                                   |
| 20.º     | Huracán Corrientes                         |

## Equipos participantes
| Equipo              | Ciudad                | Estadio                           | Capacidad |
| ------------------- | --------------------- | --------------------------------- | --------- |
| Aldosivi            | Mar del Plata         | José María Minella                | 35 354    |
| All Boys            | Buenos Aires          | Islas Malvinas                    | 21 500    |
| Almagro             | José Ingenieros       | Tres de Febrero                   | 19 000    |
| Almirante Brown (A) | Arrecifes             | Municipal de Arrecifes            | 12 000    |
| Almirante Brown     | Isidro Casanova       | Fragata Sarmiento                 | 27 500    |
| Arsenal             | Sarandí               | Julio Humberto Grondona           | 16 300    |
| Atlanta             | Buenos Aires          | Don León Kolbovsky                | 34 000    |
| Atlético de Rafaela | Rafaela               | Nuevo Monumental                  | 26 660    |
| Atlético Tucumán    | San Miguel de Tucumán | Monumental José Fierro            | 32 700    |
| Banfield            | Banfield              | Florencio Sola                    | 34 900    |
| Belgrano            | Córdoba               | Gigante de Alberdi                | 28 000    |
| Central Córdoba (R) | Rosario               | Gabino Sosa                       | 18 000    |
| Chacarita Juniors   | Villa Maipú           | Chacarita Juniors                 | 20 844    |
| Chaco For Ever      | Resistencia           | Juan Alberto García               | 20 000    |
| Cipolletti          | Cipolletti            | La Visera de Cemento              | 12 000    |
| Defensa y Justicia  | Gobernador Costa      | Norberto Tomaghello               | 20 000    |
| Deportivo Italiano  | Ciudad Evita          | No tenía                          | -         |
| Deportivo Morón     | Morón                 | Francisco Urbano                  | 20 000    |
| Douglas Haig        | Pergamino             | Miguel Morales                    | 16 000    |
| Estudiantes         | Caseros               | Ciudad de Caseros                 | 16 740    |
| Godoy Cruz          | Godoy Cruz            | Feliciano Gambarte                | 15 000    |
| Huracán Corrientes  | Corrientes            | José Antonio Romero Feris         | 16 000    |
| Instituto           | Córdoba               | Juan Domingo Perón                | 32 000    |
| Los Andes           | Lomas de Zamora       | Eduardo Gallardón                 | 36 942    |
| Nueva Chicago       | Buenos Aires          | República de Mataderos            | 25 000    |
| Olimpo              | Bahía Blanca          | Roberto Natalio Carminatti        | 15 000    |
| Quilmes             | Quilmes               | Centenario Dr. José Luis Meiszner | 30 200    |
| San Martín (M)      | San Martín (Mendoza)  | General San Martín                | 8782      |
| San Martín (SJ)     | San Juan              | Ingeniero Hilario Sánchez         | 19 500    |
| San Martín (T)      | San Miguel de Tucumán | La Ciudadela                      | 26 500    |
| San Miguel          | San Miguel            | Malvinas Argentinas               | 6800      |
| Talleres            | Córdoba               | Olímpico                          | 57 000    |

### Distribución geográfica de los equipos
| Región                                   | Cant. | Equipos |
| ---------------------------------------- | ----- | --- |
| conurbano bonaerense                     | 12    | Almagro, Almirante Brown, Arsenal, Banfield, Chacarita Juniors, Defensa y Justicia, Deportivo Italiano, Deportivo Morón, Estudiantes (BA), Los Andes, Quilmes y San Miguel |
| Interior de la provincia de Buenos Aires | 4     | Aldosivi, Almirante Brown (A), Douglas Haig y Olimpo |
| Ciudad de Buenos Aires                   | 3     | All Boys, Atlanta y Nueva Chicago |
| Provincia de Santa Fe                    | 2     | Atlético de Rafaela, Central Córdoba (R) |
| Provincia de Córdoba                     | 3     | Belgrano, Instituto y Talleres |
| Provincia de Mendoza                     | 2     | San Martín (M), Godoy Cruz |
| Provincia de Tucumán                     | 2     | Atlético Tucumán y San Martín (T) |
| Provincia del Chaco                      | 1     | Chaco For Ever |
| Provincia de Corrientes                  | 1     | Huracán Corrientes |
| Provincia de Río Negro                   | 1     | Cipolletti |
| Provincia de San Juan                    | 1     | San Martín (SJ) |

## Formato

### Competición
Los 32 equipos de la categoría fueron divididos en 2 zonas de 16 equipos, una conformadas por equipos indirectamente afiliados y otra por directamente afiliados a la AFA. Los equipos que finalizaban en los ocho primeros lugares de cada zona clasificaban a la Zona Campeonato, donde jugaron en dos grupos sin dividir por afiliación, mientras que los demás equipos disputaron la Zona Permanencia, pero en este caso divididos según la afiliación de los equipos.

### Ascensos
Los ganadores de cada uno de los grupos de la Zona Campeonato jugaron una final cuyo ganador se consagró campeón y ascendió a la Primera División. Por su parte, los equipos ubicados en el segundo y el tercer puesto de cada grupo de dicha zona, así como los ganadores de cada uno de los grupos de la Zona Permanencia, disputaron desde cuartos de final un Torneo reducido por eliminación directa, al que en semifinales se sumó el perdedor de la final por el campeonato. El ganador ascendió junto con el campeón.

### Descensos
Fueron definidos mediante una tabla de promedios determinados por el cociente entre los puntos obtenidos y los partidos jugados en las tres últimas temporadas de los equipos que participaron de la Zona Permanencia. Había dos tablas, una por cada afiliación. Los equipos que ocuparon los dos últimos puestos de la tabla correspondiente a los equipos metropolitanos descendieron a la Primera B Metropolitana, mientras que los equipos ubicados en los últimos dos lugares de la tabla correspondiente a los equipos del interior, disputaron un Torneo Reclasificatorio con dos equipos del Torneo Argentino A que entregó un cupo en el siguiente torneo.

## Clasificación Zona Interior y Zona Metropolitana
La primera etapa del torneo fue dividida en dos zonas, una de clubes indirectamente afiliados a AFA (Zona Interior) y, otra, de equipos directamente afiliados (Zona Metropolitana), jugando dentro del mismo grupo todos contra todos, a partidos ida y vuelta. Clasificaron los ocho primeros equipos de cada grupo a la Zona Campeonato, mientras que el resto disputó la Zona Permanencia.

### Interior
| Pos  | Equipo              | Pts | PJ | PG | PE | PP | GF | GC | Dif |
| ---- | ------------------- | --- | -- | -- | -- | -- | -- | -- | --- |
| 1.º  | Instituto           | 58  | 30 | 17 | 7  | 6  | 38 | 22 | 16  |
| 2.º  | Belgrano            | 54  | 30 | 15 | 9  | 6  | 52 | 32 | 20  |
| 3.º  | Talleres (C)        | 51  | 30 | 13 | 12 | 5  | 38 | 22 | 16  |
| 4.º  | San Martín (SJ)     | 48  | 30 | 13 | 9  | 8  | 51 | 33 | 18  |
| 5.º  | San Martín (T)      | 47  | 30 | 13 | 8  | 9  | 49 | 43 | 6   |
| 6.º  | Almirante Brown (A) | 45  | 30 | 12 | 9  | 9  | 44 | 34 | 10  |
| 7.º  | Atlético de Rafaela | 45  | 30 | 12 | 9  | 9  | 45 | 38 | 7   |
| 8.º  | Atlético Tucumán    | 43  | 30 | 13 | 4  | 13 | 47 | 43 | 4   |
| 9.º  | Godoy Cruz          | 42  | 30 | 12 | 6  | 12 | 47 | 50 | -3  |
| 10.º | Aldosivi            | 36  | 30 | 8  | 12 | 10 | 45 | 50 | -5  |
| 11.º | Huracán Corrientes  | 35  | 30 | 9  | 8  | 13 | 41 | 57 | -16 |
| 12.º | Cipolletti          | 34  | 30 | 9  | 7  | 14 | 34 | 45 | -11 |
| 13.º | Chaco For Ever      | 30  | 30 | 6  | 12 | 12 | 39 | 52 | -13 |
| 14.º | Olimpo              | 29  | 30 | 6  | 11 | 13 | 32 | 46 | -14 |
| 15.º | San Martín (M)      | 28  | 30 | 7  | 7  | 16 | 29 | 44 | -15 |
| 16.º | Douglas Haig        | 25  | 30 | 5  | 10 | 15 | 32 | 52 | -20 |

|  |                                    |
|  | Clasificados a la Zona Campeonato. |
|  | Relegados a la Zona Permanencia.   |

### Metropolitana
| Pos  | Equipo              | Pts | PJ | PG | PE | PP | GF | GC | Dif |
| ---- | ------------------- | --- | -- | -- | -- | -- | -- | -- | --- |
| 1.º  | Banfield            | 62  | 30 | 18 | 8  | 4  | 69 | 28 | 41  |
| 2.º  | Chacarita Juniors   | 49  | 30 | 13 | 10 | 7  | 44 | 32 | 12  |
| 3.º  | Los Andes           | 48  | 30 | 13 | 9  | 8  | 51 | 42 | 9   |
| 4.º  | Quilmes             | 48  | 30 | 13 | 9  | 8  | 41 | 32 | 9   |
| 5.º  | Central Córdoba (R) | 48  | 30 | 14 | 6  | 10 | 38 | 30 | 8   |
| 6.º  | Arsenal             | 46  | 30 | 12 | 10 | 8  | 41 | 36 | 5   |
| 7.º  | All Boys            | 46  | 30 | 11 | 13 | 6  | 47 | 43 | 4   |
| 8.º  | Estudiantes (BA)    | 45  | 30 | 12 | 9  | 9  | 43 | 37 | 6   |
| 9.º  | San Miguel          | 45  | 30 | 12 | 9  | 9  | 33 | 27 | 6   |
| 10.º | Defensa y Justicia  | 42  | 30 | 12 | 6  | 12 | 46 | 35 | 11  |
| 11.º | Nueva Chicago       | 40  | 30 | 11 | 7  | 12 | 37 | 36 | 1   |
| 12.º | Deportivo Italiano  | 31  | 30 | 7  | 10 | 13 | 33 | 52 | -19 |
| 13.º | Deportivo Morón     | 30  | 30 | 7  | 9  | 14 | 36 | 56 | 20  |
| 14.º | Atlanta             | 27  | 30 | 5  | 12 | 13 | 33 | 46 | -13 |
| 15.º | Almagro             | 22  | 30 | 3  | 13 | 14 | 19 | 42 | -23 |
| 16.º | Almirante Brown     | 18  | 30 | 4  | 6  | 20 | 23 | 60 | -37 |

|  |                                    |
|  | Clasificados a la Zona Campeonato. |
|  | Relegados a la Zona Permanencia.   |

## Zona Campeonato
Fue dividido en dos grupos mezclando los equipos de la zona interior y metropolitana. Los ganadores de ambos grupos disputaron la final del campeonato.

### Grupo A
| Pos | Equipo              | Pts | PJ | PG | PE | PP | GF | GC | Dif |
| --- | ------------------- | --- | -- | -- | -- | -- | -- | -- | --- |
| 1.º | Talleres (C)        | 27  | 14 | 8  | 3  | 3  | 25 | 11 | 14  |
| 2.º | Quilmes             | 26  | 14 | 7  | 5  | 2  | 26 | 19 | 6   |
| 3.º | Chacarita Juniors   | 22  | 14 | 6  | 4  | 4  | 20 | 16 | 4   |
| 4.º | Instituto           | 21  | 14 | 6  | 3  | 5  | 19 | 18 | 1   |
| 5.º | Estudiantes (BA)    | 19  | 14 | 5  | 4  | 5  | 18 | 22 | -4  |
| 6.º | San Martín (T)      | 15  | 14 | 4  | 3  | 7  | 23 | 27 | -4  |
| 7.º | Arsenal             | 15  | 14 | 4  | 3  | 7  | 15 | 24 | -9  |
| 8.º | Atlético de Rafaela | 9   | 14 | 2  | 3  | 9  | 13 | 22 | -9  |

|  |                                  |
|  | Clasificado a la Final.          |
|  | Clasificados al Torneo Reducido. |

### Grupo B
| Pos | Equipo              | Pts | PJ | PG | PE | PP | GF | GC | Dif |
| --- | ------------------- | --- | -- | -- | -- | -- | -- | -- | --- |
| 1.º | Belgrano            | 27  | 14 | 7  | 6  | 1  | 29 | 17 | 12  |
| 2.º | All Boys            | 27  | 14 | 8  | 3  | 3  | 24 | 16 | 8   |
| 3.º | Banfield            | 26  | 14 | 7  | 5  | 2  | 24 | 14 | 10  |
| 4.º | San Martín (SJ)     | 16  | 14 | 4  | 4  | 6  | 23 | 27 | -4  |
| 5.º | Central Córdoba (R) | 16  | 14 | 5  | 1  | 8  | 12 | 16 | -4  |
| 6.º | Los Andes           | 15  | 14 | 3  | 6  | 5  | 20 | 23 | -3  |
| 7.º | Atlético Tucumán    | 12  | 14 | 2  | 6  | 6  | 27 | 36 | -9  |
| 8.º | Almirante Brown (A) | 12  | 14 | 3  | 3  | 8  | 18 | 28 | -10 |

|  |                                       |
|  | Clasificado a la final por el título. |
|  | Clasificados al Torneo reducido.      |

## Final por el campeonato
La disputaron Talleres (C) y Belgrano, ganadores de los grupos de la Zona Campeonato, a dos partidos jugados en el estadio Olímpico de Córdoba. La ida la ganó Talleres por 1 a 0, y la vuelta favoreció a Belgrano por 2 a 1. Talleres se impuso en la definición por penales por 4 a 3, logrando el primer ascenso a Primera División. El segundo terminó siendo para Belgrano, que ganó el Reducido. De esta forma, el clásico cordobés regresó a Primera.
| Final                                 | Final         | Final     | Final               | Final      | Final |
| Local                                 | Resultado     | Visitante | Estadio             | Fecha      |       |
| ------------------------------------- | ------------- | --------- | ------------------- | ---------- | ----- |
| Talleres                              | 1 - 0         | Belgrano  | Olímpico de Córdoba | 1 de julio |       |
| Belgrano                              | (3) 2 - 1 (4) | Talleres  | Olímpico de Córdoba | 5 de julio |       |
| Talleres ascendió a Primera División. |               |           |                     |            |       |

## Zona Permanencia

### Interior
| Pos | Equipo             | Pts | PJ | PG | PE | PP | GF | GC | Dif |
| --- | ------------------ | --- | -- | -- | -- | -- | -- | -- | --- |
| 1.º | Aldosivi           | 29  | 14 | 9  | 2  | 3  | 26 | 19 | 7   |
| 2.º | Cipolletti         | 25  | 14 | 7  | 4  | 3  | 24 | 14 | 10  |
| 3.º | San Martín (M)     | 24  | 14 | 6  | 6  | 2  | 23 | 13 | 10  |
| 4.º | Olimpo             | 24  | 14 | 7  | 3  | 4  | 26 | 18 | 8   |
| 5.º | Godoy Cruz         | 14  | 14 | 3  | 5  | 6  | 20 | 22 | -2  |
| 6.º | Chaco For Ever     | 14  | 14 | 4  | 2  | 8  | 20 | 28 | -8  |
| 7.º | Douglas Haig       | 13  | 14 | 3  | 4  | 7  | 14 | 27 | -13 |
| 8.º | Huracán Corrientes | 11  | 14 | 3  | 2  | 9  | 18 | 30 | -12 |

|  |                               |
|  | Clasificó al Torneo Reducido. |

### Metropolitana
| Pos | Equipo             | Pts | PJ | PG | PE | PP | GF | GC | Dif |
| --- | ------------------ | --- | -- | -- | -- | -- | -- | -- | --- |
| 1.º | Almagro            | 31  | 14 | 10 | 1  | 3  | 25 | 16 | 9   |
| 2.º | San Miguel         | 22  | 14 | 6  | 4  | 4  | 22 | 15 | 7   |
| 3.º | Deportivo Italiano | 21  | 14 | 6  | 3  | 5  | 27 | 30 | -3  |
| 4.º | Deportivo Morón    | 20  | 14 | 6  | 2  | 6  | 21 | 18 | 3   |
| 5.º | Atlanta            | 20  | 14 | 6  | 2  | 6  | 17 | 16 | 1   |
| 6.º | Defensa y Justicia | 19  | 14 | 6  | 1  | 7  | 22 | 20 | 2   |
| 7.º | Nueva Chicago      | 13  | 14 | 3  | 4  | 7  | 16 | 23 | -7  |
| 8.º | Almirante Brown    | 12  | 14 | 3  | 3  | 8  | 16 | 28 | -12 |

|  |                               |
|  | Clasificó al Torneo Reducido. |

## Torneo reducido
El Torneo reducido lo disputaron los equipos que se posicionaron segundo y tercero de cada grupo de la Zona Campeonato y los que ocuparon el primer puesto de la Zona Permanencia. En semifinales se agregó el perdedor de la final del campeonato.
El ganador fue Belgrano, que logró el segundo ascenso.

### Primera rueda
| Partido 1 | Partido 1 | Partido 1 | Partido 1       | Partido 1  | Partido 1 |
| Local     | Resultado | Visitante | Estadio         | Fecha      |           |
| --------- | --------- | --------- | --------------- | ---------- | --------- |
| Almagro   | 1 - 2     | Quilmes   | Tres de Febrero | 1 de julio |           |
| Quilmes   | 2 - 0     | Almagro   | Centenario      | 5 de julio |           |

| Partido 2 | Partido 2 | Partido 2 | Partido 2          | Partido 2  | Partido 2 |
| Local     | Resultado | Visitante | Estadio            | Fecha      |           |
| --------- | --------- | --------- | ------------------ | ---------- | --------- |
| Aldosivi  | 1 - 0     | All Boys  | José María Minella | 1 de julio |           |
| All Boys  | 2 - 2     | Aldosivi  | Islas Malvinas     | 5 de julio |           |

| Partido 3         | Partido 3 | Partido 3         | Partido 3         | Partido 3  | Partido 3 |
| Local             | Resultado | Visitante         | Estadio           | Fecha      |           |
| ----------------- | --------- | ----------------- | ----------------- | ---------- | --------- |
| Chacarita Juniors | 0 - 0     | Banfield          | Chacarita Juniors | 1 de julio |           |
| Banfield          | 3 - 2     | Chacarita Juniors | Florencio Sola    | 5 de julio |           |

### Semifinales
| Semifinal 1 | Semifinal 1 | Semifinal 1 | Semifinal 1        | Semifinal 1 | Semifinal 1 |
| Local       | Resultado   | Visitante   | Estadio            | Fecha       |             |
| ----------- | ----------- | ----------- | ------------------ | ----------- | ----------- |
| Aldosivi    | 0 - 0       | Quilmes     | José María Minella | 8 de julio  |             |
| Quilmes     | 0 - 2       | Aldosivi    | Centenario         | 12 de julio |             |

| Semifinal 2 | Semifinal 2 | Semifinal 2 | Semifinal 2         | Semifinal 2 | Semifinal 2 |
| Local       | Resultado   | Visitante   | Estadio             | Fecha       |             |
| ----------- | ----------- | ----------- | ------------------- | ----------- | ----------- |
| Banfield    | 1 - 1       | Belgrano    | Florencio Sola      | 8 de julio  |             |
| Belgrano    | 2 - 1       | Banfield    | Olímpico de Córdoba | 12 de julio |             |

### Final
| Final                                 | Final     | Final     | Final               | Final       | Final |
| Local                                 | Resultado | Visitante | Estadio             | Fecha       |       |
| ------------------------------------- | --------- | --------- | ------------------- | ----------- | ----- |
| Aldosivi                              | 1 - 1     | Belgrano  | José María Minella  | 15 de julio |       |
| Belgrano                              | 3 - 1     | Aldosivi  | Olímpico de Córdoba | 19 de julio |       |
| Belgrano ascendió a Primera División. |           |           |                     |             |       |

## Tabla de descenso
Fueron contabilizadas la presente temporada y las dos anteriores. En el caso de los equipos del interior, debían descender dos. Sin embargo, al haber ascendido dos equipos indirectamente afiliados y sólo descender uno de Primera División, con el fin de evitar que sólo quedaran 15 equipos de dicha afiliación en la divisional, los dos equipos que debían perder la categoría jugaron un Torneo Reclasificatorio con dos equipos del Torneo Argentino A cuyo ganador disputó la temporada siguiente en la Primera B Nacional. De esta manera, uno de los cupos para equipos del interior se mantuvo y, así, el número de equipos indirectamente afiliados en la categoría continuó siendo 16.

### Interior
| Pos. | Equipo             | Prom. | 1995-96 | 1996-97 | 1997-98 | Total | PJ  |
| ---- | ------------------ | ----- | ------- | ------- | ------- | ----- | --- |
| 1.º  | Godoy Cruz         | 1,470 | 66      | 28      | 56      | 150   | 102 |
| 2.º  | Huracán Corrientes | 1,407 | 75      | -       | 46      | 121   | 86  |
| 3.º  | Aldosivi           | 1,366 | -       | 17      | 65      | 82    | 60  |
| 4.º  | Olimpo             | 1,316 | -       | 26      | 53      | 79    | 60  |
| 5.º  | Cipolletti         | 1,233 | -       | 15      | 59      | 74    | 60  |
| 6.º  | San Martín (M)     | 1,181 | -       | -       | 52      | 52    | 44  |
| 7.º  | Douglas Haig       | 1,137 | 65      | 13      | 38      | 116   | 102 |
| 8.º  | Chaco For Ever     | 1,000 | -       | 16      | 44      | 60    | 60  |

|  | Relegados al Torneo reclasificatorio promocional con el Torneo Argentino A. |

### Metropolitana
| Pos | Equipo             | Prom  | 1995-96 | 1996-97 | 1997-98 | Total | PJ  |
| --- | ------------------ | ----- | ------- | ------- | ------- | ----- | --- |
| 1.º | San Miguel         | 1,522 | -       | -       | 67      | 67    | 44  |
| 2.º | Defensa y Justicia | 1,386 | -       | -       | 61      | 61    | 44  |
| 3.º | Almagro            | 1,333 | -       | 27      | 53      | 80    | 60  |
| 4.º | Nueva Chicago      | 1,284 | 52      | 26      | 53      | 131   | 102 |
| 5.º | Atlanta            | 1,215 | 55      | 22      | 47      | 124   | 102 |
| 6.º | Deportivo Morón    | 1,176 | 43      | 27      | 50      | 120   | 102 |
| 7.º | Deportivo Italiano | 1,116 | -       | 15      | 52      | 67    | 60  |
| 8.º | Almirante Brown    | 0,921 | 50      | 14      | 30      | 94    | 102 |

|  | Descendieron a la Primera B Metropolitana. |

## Torneo reclasificatorio

### Semifinales
| Semifinal 1                                     | Semifinal 1 | Semifinal 1 | Semifinal 1        | Semifinal 1 | Semifinal 1 |
| Equipo 1                                        | Resultado   | Equipo 2    | Estadio            | Fecha       |             |
| ----------------------------------------------- | ----------- | ----------- | ------------------ | ----------- | ----------- |
| Douglas Haig                                    | 4 - 2       | Villa Mitre | General San Martín | 26 de julio |             |
| Villa Mitre permaneció en el Torneo Argentino A |             |             |                    |             |             |

| Semifinal 2                                      | Semifinal 2 | Semifinal 2  | Semifinal 2   | Semifinal 2 | Semifinal 2 |
| Equipo 1                                         | Resultado   | Equipo 2     | Estadio       | Fecha       |             |
| ------------------------------------------------ | ----------- | ------------ | ------------- | ----------- | ----------- |
| Chaco For Ever                                   | 5 - 2       | Huracán (SR) | Juan D. Perón | 26 de julio |             |
| Huracán (SR) permaneció en el Torneo Argentino A |             |              |               |             |             |

### Final
| Final                                          | Final     | Final          | Final       | Final       | Final |
| Equipo 1                                       | Resultado | Equipo 2       | Estadio     | Fecha       |       |
| ---------------------------------------------- | --------- | -------------- | ----------- | ----------- | ----- |
| Douglas Haig                                   | 4 - 3     | Chaco For Ever | 15 de abril | 1 de agosto |       |
| Chaco For Ever descendió al Torneo Argentino A |           |                |             |             |       |